# 羽仁知治
羽仁 知治（はに ともはる、1961年4月10日 - ）は、日本のジャズピアニスト、作曲家。東京都東久留米市出身。

## 概要
自由学園高等科卒業後プロの音楽家として活動を開始する。作曲、編曲、ピアニスト、キーボーディスト、音楽プロデューサーとして活動。上田正樹、加藤登紀子、田中健、つのだ☆ひろなど幅広いジャンルの音楽家とコンサート、レコーディングにおける演奏、テレビ、ラジオの音楽番組出演など多数経験している。
2005年1月22日にはアメリカ合衆国の建築家フランク・ロイド・ライトが設計し国の重要文化財に指定された自由学園明日館で今回3回目となる「羽仁知治オリジナルバンド」によるコンサートを行い、これを機にジャズのテイストがありながら「Funky & Melodious」サウンドのオリジナル曲をメインとした「羽仁知治トリオ」で活動を開始する。
2015年8月には新宿文化センター大ホールにてソロピアノコンサートを開催、2020年1月には「羽仁知治トリオ+1」バンドを結成し「Funky & Melodious」をテーマに都内ライブハウスでのワンマンライブを中心に精力的に活動している。
これまでの共演者として「ザ・ヘッドハンターズ」のベーシストポール・ジャクソン、RUFUSのリーダー・ギタリストのTony Maidenのほか、ゴードン・チェンバースとの共演も好評を博している。
最近の活動として、羽仁が多方面で活動する音楽家と競演し、ジャズの要素をバックグラウンドにジャズ・スタンダードのほか、多彩な曲を編曲・オリジナリティ溢れるサウンドを追求したコンサート活動を行っている。

## 主な作品
- 1998年9月 テイチクレコード：1stアルバム「Dream Time」を発売。
- 2000年3月 ポリスター：2ndアルバム「IN THE SKY」発売。
- 2001年
  - 6月
    - ポリスター：3rdアルバム「Kissaco」発売。
    - ポリスター：4thアルバム「JAZZ NOT JAZZ」発売。
    - ポリスター・Silent レーベルのアーティストによるアンビエント・ヒーリング作品集「Silent Collections」「Tears」「SILENT PIANO COLLECTIONS」に各2曲ずつ参加。

  - 11月 ユニバーサルミュージック：コンピレーション・アルバム「care &cure」に久石譲、王菲、宗次郎と共に羽仁のソロピアノが収録。
- 2006年10月25日 Roving Spirits :CDアルバム「My All」発売。
- 2020年11月25日 Eighty Two Records：CDアルバム「Moon Tone」発売。
- テレビゲーム「ファイナルファンタジー」のリミックス盤制作。
- フランス映画「いつかきっと」宇崎竜童作曲、阿木燿子作詞のタイトルチューン編曲、演奏。
- TBSのニュース番組「スペースJ」のタイトル曲等の制作。

## 主なCM作品
- カフェグレコ、サッポロビール、伊藤園、森永乳業、VOLVO、大和証券、雪印乳業。

## 出演TV番組など
- テレビ東京「ミューズの楽譜」
- BS朝日「Music Soul」
- BSフジ「MusicIndex」
- NHKラジオ第1放送「音楽夢倶楽部」
- NHK-FM放送「セッション505」